# Cleanness
Cleanness, ook bekend onder de titel Purity is een Middelengels gedicht dat dateert uit het eind van de 14e eeuw. 
De schrijver van dit didactische en religieus getinte gedicht is onbekend, maar op grond van dialectische en stilistische overeenkomsten wordt hij gezien als de auteur die ook verantwoordelijk was voor drie andere gedichten die zich in hetzelfde manuscript bevinden. 

Dit manuscript staat bekend als Cotton Nero A.x, genoemd naar Rober Cotton (1570 – 1631), die een zeer uitgebreide verzameling oude handschriften bezat. Het bevindt zich momenteel in het British Museum. De andere gedichten die tot dit manuscript behoren zijn Patience, Pearl en Sir Gawain and the Green Knight. Dit laatste is het enige wereldlijke gedicht in het handschrift. Alle gedichten waren voorzien van een enkele paginagrote illustratie. Cleanness is het tweede gedicht in het manuscript. 
Evenals de andere gedichten in het manuscript is Cleanness geschreven in allitererende verzen. Het telt 1812 regels en heeft de 'reinheid' of 'zuiverheid' als thema, vandaar de (pas later aan het werk toegekende) titel. Dit thema wordt uitgewerkt aan de hand van drie Bijbelverhalen uit het Oude Testament: het verhaal van de Zondvloed, de vernietiging van Sodom en Gomorra en het visioen en de ondergang van Belsazar. 